# 周賢 (正統進士)
周賢（1407年—1459年），字用希，直隸蘇州府長洲縣人，民籍。明朝政治人物。進士出身。

## 生平
正統三年（1438年）戊午科應天府鄉試第十二名，正統四年（1439年）聯捷己未科會試第六十四名，殿試登進士第二甲第十五名，授南京工部主事，以父憂歸。服除還任，累擢浙江承宣布政使司右參議，改四川參議，天順三年卒於任內，年五十三。

## 家族
曾祖周貴五。祖父周成一。父周彥達。